# Elmsford
Elmsford es una villa ubicada en el condado de Westchester en el estado estadounidense de Nueva York. En el año 2000 tenía una población de 4,676 habitantes y una densidad poblacional de 1,647.4 personas por km².

## Geografía
Elmsford se encuentra ubicado en las coordenadas 41°03′18″N 73°49′12″O / 41.05500, -73.82000. Según la Oficina del Censo, la ciudad tiene un área total de 2,8 km² (1,1 mi²), de la cual 2,8 km² (1,1 mi²) es tierra y 0 km² (0 mi²) (0%) es agua.

## Demografía
Según la Oficina del Censo en 2000 los ingresos medios por hogar en la localidad eran de $61,685, y los ingresos medios por familia eran $71,630. Los hombres tenían unos ingresos medios de $42,500 frente a los $38,583 para las mujeres. La renta per cápita para la localidad era de $28,791. Alrededor del 9.3% de la población estaban por debajo del umbral de pobreza.